# Serge Brussolo

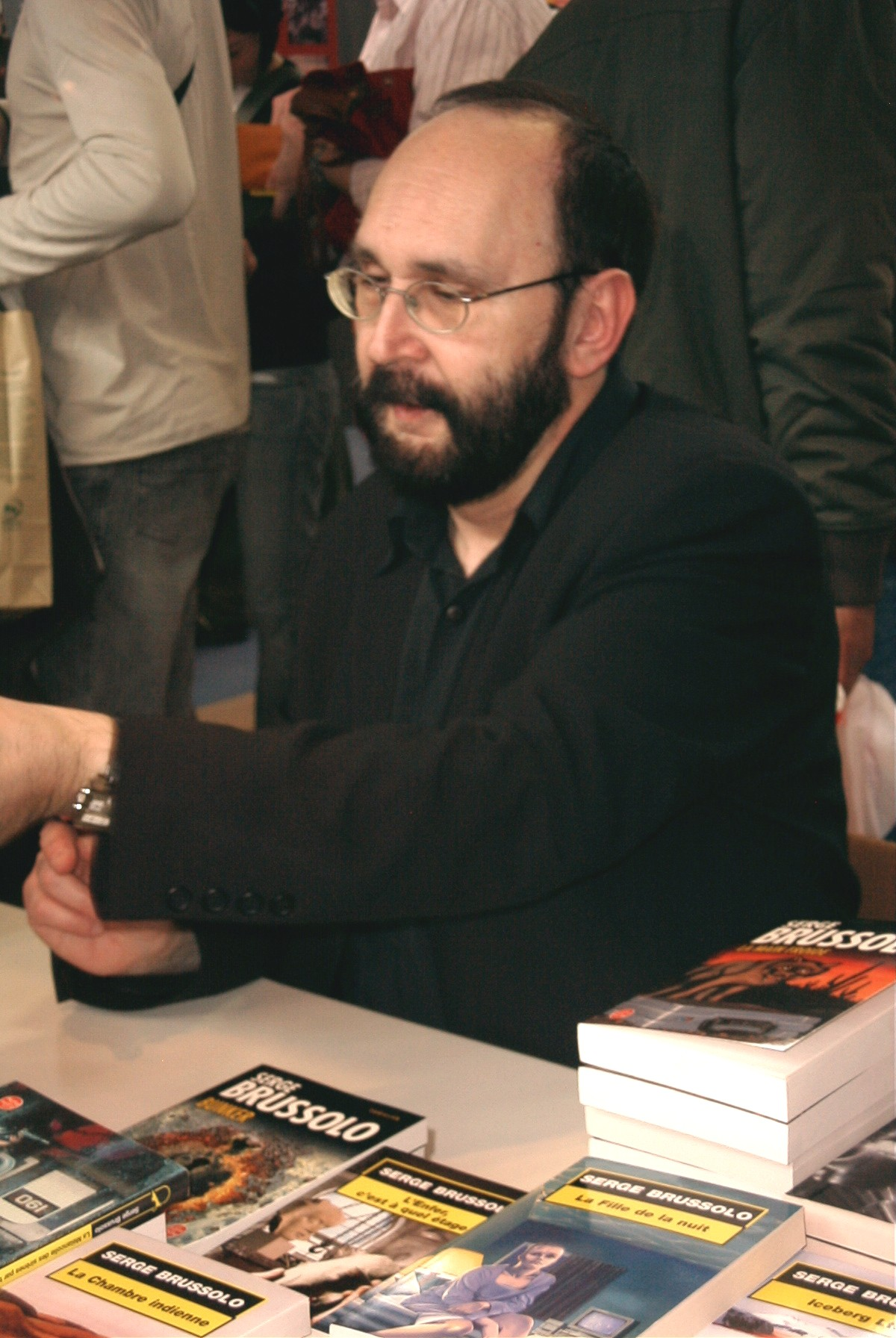
Serge Brussolo

Serge Brussolo (* 31. Mai 1951 in Paris) ist ein französischer Schriftsteller.

## Biographie
Serge Brussolo schrieb bereits unter verschiedenen Pseudonymen, wie Akira Suzuko, Kitty Doom, D. Morlock und im Kollektiv Zeb Chillicothe. Er schreibt vor allem Science-Fiction- und Fantasybücher.

## Auszeichnungen
- Prix Apollo:
  - 1984 für Les Semeurs d'abîmes

- Grand Prix de l’Imaginaire:
  - 1979 für Funnyway
  - 1981 für Vue en coupe d'une ville malade
  - 1988 für Opération "serrures carnivores"

- Prix de la SF de Metz:
  - 1982 für Sommeil de sang

- Rosny aîné:
  - 1981 für Subway, éléments pour une mythologie du métro

## Werke (Auswahl)
- Sommeil de sang. Denoël, Paris 1982, ISBN 2-207-30334-9.
  - Deutsch: Der Schlaf des Blutes. Heyne, München 1986, ISBN 3-453-31141-8 (übersetzt von Georges Hausemer)
- Peggy Sue et les fantômes. Le jour du chien bleu. Plon, Paris 2001, ISBN 2-259-19430-3.
  - Deutsch: Peggy Sue und der blaue Hund. Heyne, München 2002, ISBN 3-453-21512-5 (übersetzt von Ingeborg Ebel)
- Les emmurés. LGF, Paris 2002, ISBN 2-253-17206-5.
- À l’image du dragon. Éditions du Masque, Paris 2003, ISBN 2-7024-3197-6.

## Verfilmungen
- André Farwagi (Regie): Les lutteurs immobiles. 1988.
- Philippe Leclerc (Regie): Les enfants de la pluie. 2003 (frei nach À l'image du dragon)
- Gilles Paquet-Brenner (Regie): Walled In. 2009 (frei nach Les Emmurés)